# Ruth Hofmann (Moderatorin)

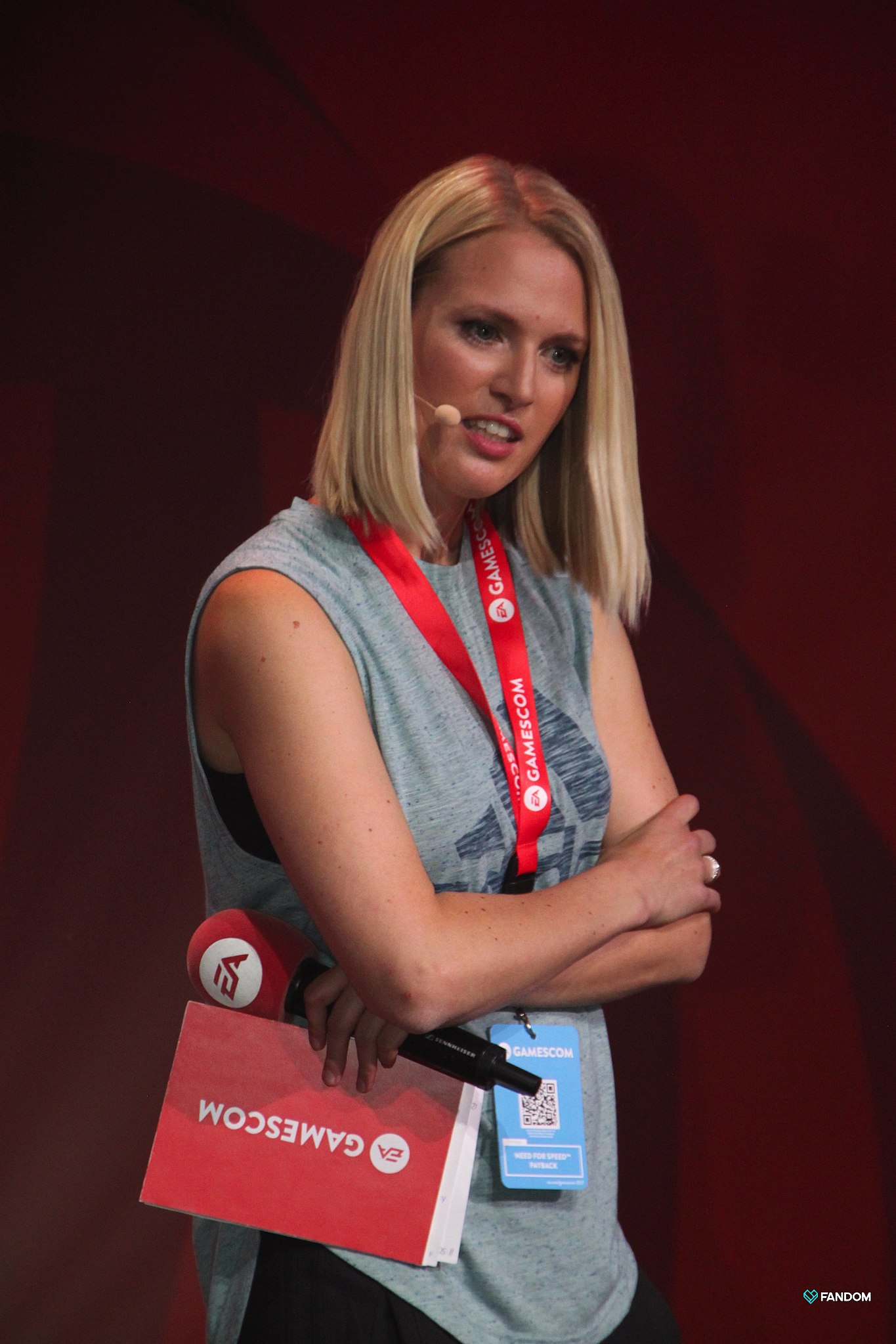
Ruth Hofmann (2017)

Ruth Hofmann (* 23. Mai 1986 in Augsburg) ist eine deutsche Sportmoderatorin für TV und Events.

## Karriere

### Fernsehen
Ruth Hofmann stammt aus Augsburg. Nach ihrer Schulzeit studierte sie an der Technischen Universität in München Sportwissenschaften mit dem Schwerpunkt Medien und Kommunikation. In ihrer Diplomarbeit befasste sie sich mit Live-Interviews von Sportreportern im TV. Schon während ihres Studiums sammelte sie Moderationserfahrung, wie z. B. beim Ausbildungsradiosender M94,5 oder während ihres Auslandsjahres in der französischen Schweiz, wo sie auch zweisprachig moderierte.
2010 schaffte sie es bei einem von Sky organisierten Moderatoren-Casting unter die letzten drei, anschließend stieg sie als Volontärin beim Pay-TV-Sender ein. 2012 bis 2016 war Hofmann bei Sky als Moderatorin und Fieldreporterin bei der ersten und zweiten Fußball-Bundesliga, der Formel 1 und Tennis, schwerpunktmäßig Wimbledon, tätig. Von Januar 2014 bis Sommer 2016 moderierte sie zusätzlich Sky Sport News HD.
Im August 2016 wechselte Ruth Hofmann zu Sport1. Dort moderiert sie aktuell das Topspiel der 2. Fußball-Bundesliga und die ADAC GT Masters. Zudem präsentiert sie die „Sport1 News“ und ist Co-Moderatorin beim Fußballtalk „STAHLWERK Doppelpass“.
Bei der WM 2022 moderierte sie zusammen mit Jonas Hummels zum Abschluss der Spieltage die „Nachspielzeit“ bei Magenta TV. Auch während der EURO 2024 war Ruth für Magenta TV erneut als Sportmoderatorin am Spielfeld live dabei.
Des Weiteren präsentiert Ruth den DFB Fantalk und moderiert für die Baller League. Als Eventmoderatorin führt sie durch Veranstaltungen.

### Musik
Neben ihrer Moderationskarriere ist sie Pop-Sängerin und schreibt eigene Songs. Im Januar 2017 veröffentlichte sie ihre Debüt-Single Curiosity. Mit ihrem Song Highlight schrieb sie den offiziellen Song des deutschen World Games Teams 2017 und den Titelsong zur Liveübertragung auf Sport1. 2020 veröffentlichte sie mit Goldene Zeit ihre erste Single auf Deutsch. Außerdem sang sie mehrmals die deutsche Nationalhymne, wie beim DEL-Finale 2018 oder beim Preis von Europa 2019.

## Privates
Seit 2023 ist sie mit dem Spanier Sergio Perales Caliz liiert. Am 9. März 2025 gab sie in der Sendung Doppelpass bekannt, dass sie schwanger ist. Anfang August 2025 gab sie die Geburt ihres gemeinsamen Sohnes bekannt.